# Maria Giovanna Battista di Savoia-Nemours
Maria Giovanna Battista di Savoia-Nemours (Parigi, 11 aprile 1644 – Torino, 15 marzo 1724) fu l'ultima discendente dei conti di Ginevra, erede dei duchi di Nemours, e delle baronie di Fossigny e di Beaufort.

Figlia di Carlo Amedeo di Savoia-Nemours e di Elisabetta di Borbone-Vendôme, sposò il duca di Savoia Carlo Emanuele II e mantenne la reggenza dello stato per il giovane principe Vittorio Amedeo II. Essa fu la seconda Madama Reale dopo Cristina di Francia, madre di Carlo Emanuele II. Così la ricorda lo storico Andrea Pauletti: 
(Giovanni Andrea Pauletti, Historia di Torino, 1676)

## Biografia

### I primi anni
Maria Giovanna Battista di Savoia-Nemours nacque all'Hôtel de Nemours di Parigi, figlia primogenita di cinque avuti da Carlo Amedeo, duca di Nemours e di sua moglie, Elisabetta di Borbone-Vendôme. Attraverso sua madre, Maria Giovanna Battista era pronipote di Enrico IV attraverso suo figlio Cesare di Borbone-Vendôme, la cui madre era Gabrielle d'Estrées. Questo la rendeva peraltro cugina di Luigi XIV. Ella era membro della casata cadetta dei Savoia-Nemours, insediatisi in Francia nel XVI secolo. Maria Giovanna Battista crebbe con sua sorella Maria Francesca, nata nel 1646. Da giovane frequentò il salon della famosa Madame de La Fayette che successivamente la introdusse in corrispondenza con Madame de Sévigné.
Suo padre morì nel 1652, ucciso in duello dal cognato duca di Beaufort e negli anni successivi fu posta quindi sotto tutela di suo zio paterno, Enrico II, nuovo duca di Nemours, da cui Maria Giovanna Battista ottenne anche la sua parte di eredità. Alla morte di Enrico nel 1659 il ducato di Nemours tornò alla corona francese in mancanza di eredi maschi, ma Maria Giovanna Battista continuò a riceverne le ricche rendite.

### I negoziati di matrimonio

Il monogramma Maria Giovanna Battista

Vedova e con due figlie da mantenere, Elisabetta, madre di Maria Giovanna Battista e Maria Francesca di Savoia-Nemours, si pose subito alla ricerca di un partito di rilievo per la primogenita. Il suo intento iniziale fu quello di provare a creare un'unione tra Maria Giovanna Battista ed il duca Carlo Emanuele II di Savoia, il quale era figlio di Cristina Maria di Francia (zia di Elisabetta). Cristina Maria, accondiscendente in tal senso, decise però di convocare ufficialmente Maria Giovanna Battista, sua madre e sua sorella a Torino nel 1659. Carlo Emanuele alla vista della ragazza mostrò un notevole interesse nei suoi confronti come potenziale moglie, ma sua madre si dovette ricredere anche a fronte delle sobillazioni ricevute dal cardinale Mazzarino sulla natura ambiziosa di Maria Giovanna Battista, motivo per cui il matrimonio non andò a buon fine. Cristina Maria preferì far sposare suo figlio con Francesca Maddalena d'Orléans, che diede prova di essere una donna molto più docile e facilmente controllabile dalla suocera.
Ritornata in Francia, Mademoiselle de Nemours attirò ad ogni modo l'attenzione di Carlo di Lorena, erede del duca Nicola Francesco di Lorena. La corte del Portogallo l'aveva già richiesta in sposa, ma essa aveva rifiutato. Il rango di Carlo era del tutto simile a quello dei cugini duchi di Savoia e questo pareva ideale anche per la madre di Maria Giovanna Battista, al punto che i due si fidanzarono ufficialmente il 4 febbraio 1662. L'unione tra i due divenne particolarmente nota alla corte di Francia, supportata anche da Anna d'Austria, madre di Luigi XIV. Ad ogni modo, quando il Trattato di Montmartre due anni dopo, i ducati di Lorena e Bar dovettero essere ceduti a Luigi XIV, motivo per cui i duchi della casa di Lorena si trovarono formalmente senza terra e questi si spostarono presso la corte imperiale viennese. Come risultato, Carlo decise di distanziarsi da tutto ciò che lo rimandava in qualche modo alla corte francese e Carlo si chiamò pertanto fuori dal fidanzamento che venne annullato poco dopo.
A Torino, Cristina Maria era morta il 27 dicembre 1663, e sua nuora Francesca Maddalena morirà il 14 gennaio 1664. Carlo Emanuele II era ancora senza eredi ed aveva perso madre e moglie nel giro di breve tempo. Le proposte giunte dalla sorella di Francesca Maddalena vennero rifiutate. Era chiaro che Carlo Emanuele II desiderasse unirsi con Maria Giovanna Battista, che era per di più un membro della sua stessa casata per quanto di ramo collaterale. L'unione venne supportata da Luigi XIV, il quale temeva fortemente che Carlo Emanuele II avrebbe finito per sposare Marianna d'Austria, arciduchessa della casata degli Asburgo, il che avrebbe fatto perdere la sua tradizionale influenza politica sul ducato. I negoziati iniziarono subito e Maria Giovanna Battista si portò ad Annecy con sua nonna Francesca di Lorena il 1º maggio 1665 per incontrare il futuro marito. Maria Giovanna Battista sposò Carlo Emanuele II il 20 maggio 1665 al Castello del Valentino con una grandiosa celebrazione. La sua copiosa dote includeva la provincia del Genevese, nonché le signorie di Faucigny e Beaufort che appartenevano alla casata dei Savoia-Nemours e che quindi tornarono alla casata principale.

### Duchessa consorte di Savoia

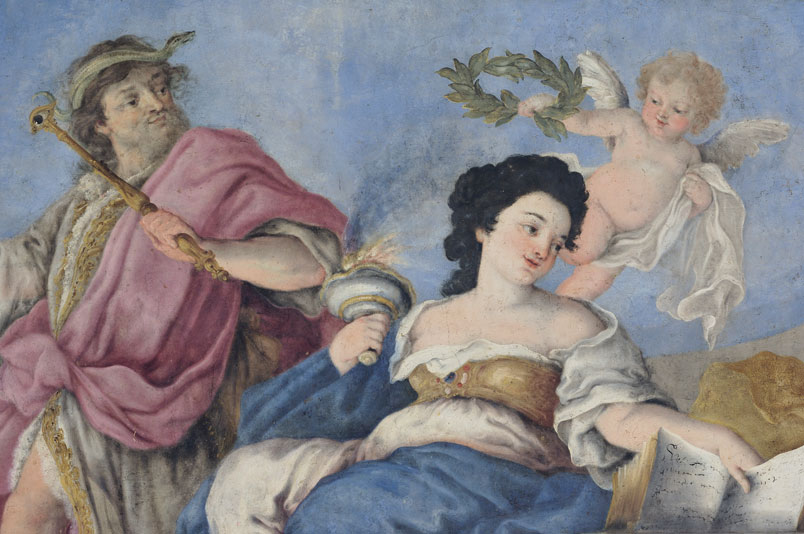
Il trionfo della virtù di Madama Reale affresco di Domenico Guidobono a Palazzo Madama

Giunta alla corte sabauda, il suo nome venne definitivamente italianizzato (precedentemente era nota come Marie Jeanne Baptiste secondo il costume francese) e le venne affiancato il soprannome di Madama Reale, già utilizzato da Cristina Maria per descriverne la provenienza dalla corte francese e la sua discendenza dalla casata reale francese. Maria Giovanna Battista era una donna attraente ed intelligente. Quasi un anno dopo il suo matrimonio la ventunenne duchessa diede alla luce il primo figlio che fu un maschio e venne chiamato Vittorio Amedeo in onore al nonno, marito di Cristina Maria. Nello stesso anno, sua sorella Maria Francesca sposò re Alfonso VI del Portogallo. Le due sorelle rimasero legate per il resto della loro vita. Prima della morte di suo marito, Maria Giovanna Battista ebbe ad ogni modo ben poco ruolo politico nel ducato di Savoia. La coppia operò spesso insieme, restaurando le residenze reali del ducato e costruendo diverse chiese a Torino.
Malgrado la loro relazione appassionata, Carlo Emanuele II ebbe numerose amanti ed altrettanti figli illegittimi che Maria Giovanna Battista era obbligata ad ignorare. Nel 1672 Ortensia Mancini, alla ricerca di un marito, divenne la protetta di Carlo Emanuele II il quale, pur con dispiacere della moglie, ne fece la propria amante e le diede una stanza al Castello di Chambéry. Maria Giovanna Battista non fu in grado di rimuoverla da quella scomoda posizione sino alla morte del marito. Il 12 giugno 1675 Carlo Emanuele improvvisamente morì a Torino all'età di 40 anni dopo una serie di febbri convulsive. Sul suo letto di morte proclamò la moglie reggente per il loro figlio ed erede.

### Reggente di Savoia

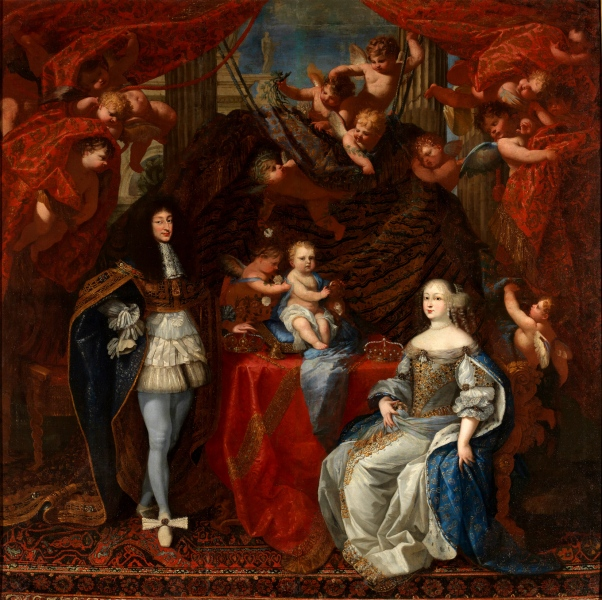
Charles Dauphin, Carlo Emanuele II, Maria Giovanna Battista e il piccolo Vittorio Amedeo II nel 1666 (Madrid, Prado)

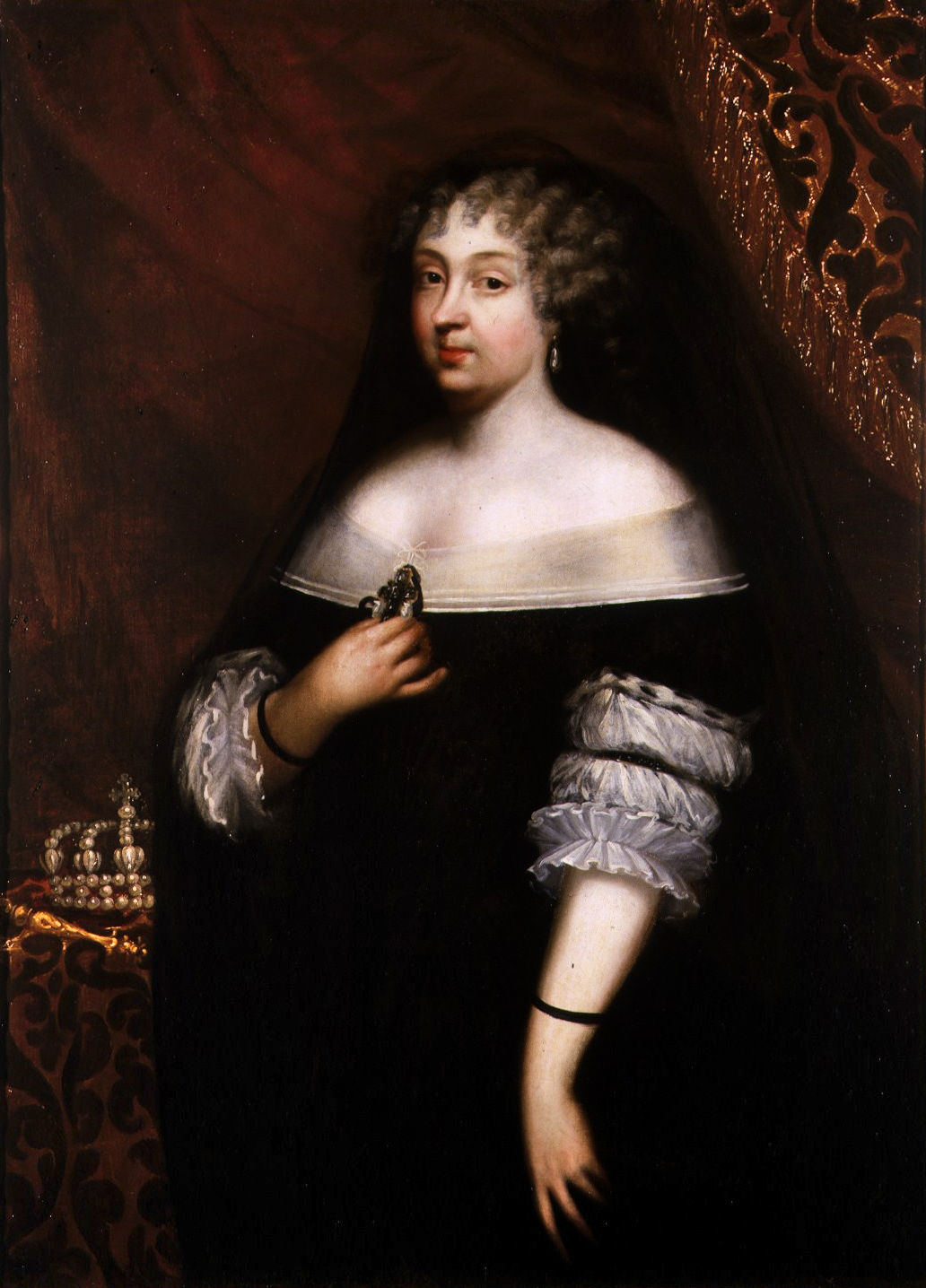
Maria Giovanna Battista di Savoia-Nemours in abiti vedovili. Dopo la morte del marito fu lei a tenere la reggenza sul ducato di Savoia in nome del figlio piccolo, il futuro Vittorio Amedeo II

Quando anche il duca, ancora giovane, si spense a Torino, Maria Giovanna Battista, descritta da molti come una donna dal carattere freddo, autoritario ed animata da grandi ambizioni, decise di assumere la reggenza del Ducato di Savoia fino alla maggiore età del figlio Vittorio Amedeo II. Per questa pensò bene di farsi affiancare da vari personaggi, tra i quali don Gabriele di Savoia, il marchese Francesco Tommaso Chabò de Sanint-Maurix e Joseph Delescheraine.
Ma il suo desiderio di potere non si fermò al compimento da parte del figlio dell'età stabilita affinché quest'ultimo potesse salire al trono: ella cercò di far sposare al giovane Vittorio Amedeo la cugina Isabella Luisa di Braganza, figlia del re del Portogallo Pietro II e di sua sorella Maria Francesca di Savoia-Nemours, con la speranza di farlo diventare re a Lisbona. Se il figlio si fosse trasferito in terra portoghese, Giovanna Battista avrebbe potuto governare ancora a lungo in Piemonte.
Ma Vittorio Amedeo II, intuendo il piano della madre e spinto dai suoi ministri, con una specie di colpo di Stato la dichiarò decaduta e priva di ogni autorità politica e Giovanna dovette piegarsi alla volontà del figlio.
Lasciata in disparte dalla politica, Maria Giovanna Battista decise di dedicarsi all'arte: per suo esplicito ordine molte vie di Torino vennero ampliate, furono costruite chiese e, in particolare, fu ammodernato il Palazzo Madama, per opera dello Juvarra.
Nel 1659, alla morte dello zio Enrico II di Savoia, era divenuta duchessa di Aumale ma nel 1686 vendette il ducato a Luigi Augusto di Borbone.
Oggi la salma è tumulata alla Sacra di San Michele, in un sarcofago in pietra nella navata sinistra della Chiesa.

## Considerazioni
Durante il suo governo, ella organizzò feste magnifiche e dispendiose per la corte sabauda: venne pertanto tacciata di sperperi ed abusi del tesoro regio. Ma i piani di Giovanna erano forse quelli di distogliere l'attenzione del figlio dalla politica organizzandogli spensierate feste a palazzo. D'altronde, la regina amava svagarsi con i numerosi nobiluomini della corte, tanto che venne spesso considerata dal popolo come troppo libertina.

## Discendenza
Maria Giovanna Battista e Carlo Emanuele II ebbero un figlio:
- Vittorio Amedeo II (1666 – 1732), sposò Anna Maria d'Orléans; ebbe figli illegittimi da Jeanne Baptiste d'Albert de Luynes.[27] Sposò morganaticamente Anna Canalis di Cumiana.[28]

## Ascendenza
|                                           |                      |                                | Genitori                            |  |  | Nonni |  |  | Bisnonni                  |  |  | Trisnonni                 |  |
|                                           |                      |                                |                                     |  |  |       |  |  | Giacomo di Savoia-Nemours |  |  | Filippo di Savoia-Nemours |  |
|                                           |                      |                                |                                     |  |  |       |  |  | Giacomo di Savoia-Nemours |  |  | Filippo di Savoia-Nemours |  |
|                                           |                      | Carlotta d'Orléans-Longueville |                                     |  |  |       |  |  | Giacomo di Savoia-Nemours |  |  |                           |  |
| Enrico I di Savoia-Nemours                |                      |                                |                                     |  |  |       |  |  | Giacomo di Savoia-Nemours |  |  |                           |  |
|                                           |                      | Anna d'Este                    | Ercole II d'Este                    |  |  |       |  |  |                           |  |  |                           |  |
|                                           |                      | Anna d'Este                    | Ercole II d'Este                    |  |  |       |  |  |                           |  |  |                           |  |
|                                           |                      | Anna d'Este                    | Renata di Francia                   |  |  |       |  |  |                           |  |  |                           |  |
| Carlo Amedeo di Savoia-Nemours            |                      | Anna d'Este                    |                                     |  |  |       |  |  |                           |  |  |                           |  |
|                                           |                      | Carlo di Guisa                 | Claudio di Guisa                    |  |  |       |  |  |                           |  |  |                           |  |
|                                           |                      | Carlo di Guisa                 | Claudio di Guisa                    |  |  |       |  |  |                           |  |  |                           |  |
|                                           |                      | Carlo di Guisa                 | Luisa di Brezé                      |  |  |       |  |  |                           |  |  |                           |  |
| Anna di Guisa                             |                      | Carlo di Guisa                 |                                     |  |  |       |  |  |                           |  |  |                           |  |
|                                           |                      | Maria di Lorena-Elbeuf         | Renato di Guisa                     |  |  |       |  |  |                           |  |  |                           |  |
|                                           |                      | Maria di Lorena-Elbeuf         | Renato di Guisa                     |  |  |       |  |  |                           |  |  |                           |  |
|                                           |                      | Maria di Lorena-Elbeuf         | Luisa di Rieux                      |  |  |       |  |  |                           |  |  |                           |  |
| Maria Giovanna Battista di Savoia-Nemours |                      | Maria di Lorena-Elbeuf         |                                     |  |  |       |  |  |                           |  |  |                           |  |
|                                           | Enrico IV di Francia | Antonio di Borbone-Vendôme     |                                     |  |  |       |  |  |                           |  |  |                           |  |
|                                           | Enrico IV di Francia | Antonio di Borbone-Vendôme     |                                     |  |  |       |  |  |                           |  |  |                           |  |
|                                           | Enrico IV di Francia | Giovanna III di Navarra        |                                     |  |  |       |  |  |                           |  |  |                           |  |
| Cesare di Borbone-Vendôme                 | Enrico IV di Francia |                                |                                     |  |  |       |  |  |                           |  |  |                           |  |
|                                           |                      | Gabrielle d'Estrées            | Antoine d'Estrées                   |  |  |       |  |  |                           |  |  |                           |  |
|                                           |                      | Gabrielle d'Estrées            | Antoine d'Estrées                   |  |  |       |  |  |                           |  |  |                           |  |
|                                           |                      | Gabrielle d'Estrées            | Françoise Babou de La Bourdaisière  |  |  |       |  |  |                           |  |  |                           |  |
| Elisabetta di Borbone-Vendôme             |                      | Gabrielle d'Estrées            |                                     |  |  |       |  |  |                           |  |  |                           |  |
|                                           |                      | Filippo Emanuele di Lorena     | Nicola di Lorena                    |  |  |       |  |  |                           |  |  |                           |  |
|                                           |                      | Filippo Emanuele di Lorena     | Nicola di Lorena                    |  |  |       |  |  |                           |  |  |                           |  |
|                                           |                      | Filippo Emanuele di Lorena     | Giovanna di Savoia-Nemours          |  |  |       |  |  |                           |  |  |                           |  |
| Francesca di Lorena                       |                      | Filippo Emanuele di Lorena     |                                     |  |  |       |  |  |                           |  |  |                           |  |
|                                           |                      | Maria di Lussemburgo           | Sebastiano di Lussemburgo-Martigues |  |  |       |  |  |                           |  |  |                           |  |
|                                           |                      | Maria di Lussemburgo           | Sebastiano di Lussemburgo-Martigues |  |  |       |  |  |                           |  |  |                           |  |
|                                           |                      | Maria di Lussemburgo           | Maria di Beaucaire                  |  |  |       |  |  |                           |  |  |                           |  |
|                                           |                      | Maria di Lussemburgo           |                                     |  |  |       |  |  |                           |  |  |                           |  |